# Scornicești
Scornicești es una ciudad con estatus de oraș de Rumania en el distrito de Olt, región de Muntenia.
Fue el lugar de nacimiento de Nicolae Ceaușescu, que vivió aquí hasta los 11 años de edad, cuando se fue a Bucarest para trabajar como zapatero. Durante su dictadura  quiso convertir a Scornicești en una «ciudad modelo» para albergar el nuevo «hombre socialista». En 1988 inició su plan de demoler las casas del pueblo para dar paso a edificios de apartamentos (sin embargo, no se destruyó la casa donde nació Ceaușescu que es ahora uno de los lugares de interés).

## Geografía
Se encuentra a una altitud de 223 m s. n. m. a 161 km de la capital, Bucarest.

## Demografía
Según estimación 2012 contaba con una población de 12 168 habitantes.
| 1948 | 1956 | 1966 | 1977 | 1992   | 2002   | 2012   |
| s/d  | s/d  | s/d  | s/d  | 13 998 | 12 679 | 12 168 |